# 오바디야

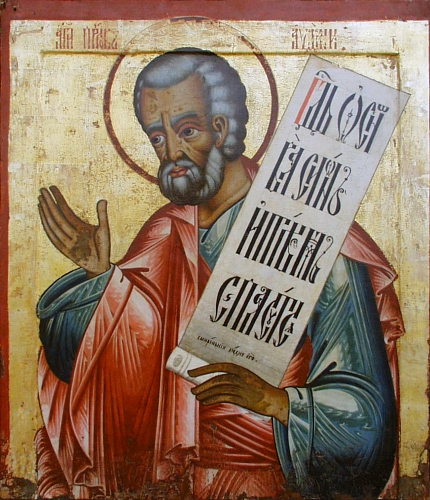
오바디야의 러시아 이콘

오바디야(Obadiah, /oʊbəˈdaəyāhū, 히브리어: עֹבַדְיָه – ʿŌḇaḏyā 또는 עֹבַדְיָתוּ – ʿŌḇaḏyāhū, "야훼의 종 또는 노예") 또는 오바댜는 압디아스(Abdias)라고도 알려져 있는 성경의 예언자이다. 오바디야서는 전통적으로 선지자 오바디야의 저자로 알려져 있다.

## 성경 기록

### 시기
오바디야 선지자에 관한 정보가 부족하여 작성 시기에 대해 논란이 많고 결정하기 어렵다. 하지만 오바디야가 에돔에 관해 기록했기 때문에 일반적으로 인정되는 날짜는 두 가지이다. 첫 번째는 BC 853~841년으로, 유다 여호람 통치 기간에 예루살렘이 블레셋과 아라비아의 침략을 받았다(왕하 8:20~22 및 대하 21:8에 기록됨). 이 초기 시대에는 오바디야가 선지자 엘리야와 동시대의 인물이 되었다. 유대인 탈무드는 오바디야를 에돔 사람으로, 그리고 욥의 친구 중 최초로 욥의 환난에 대해 이야기한 데만 사람 엘리바스의 후손이라고 밝히기 때문에 유대 전통에서는 더 이른 연대를 선호한다.